# Schwäbische Alb

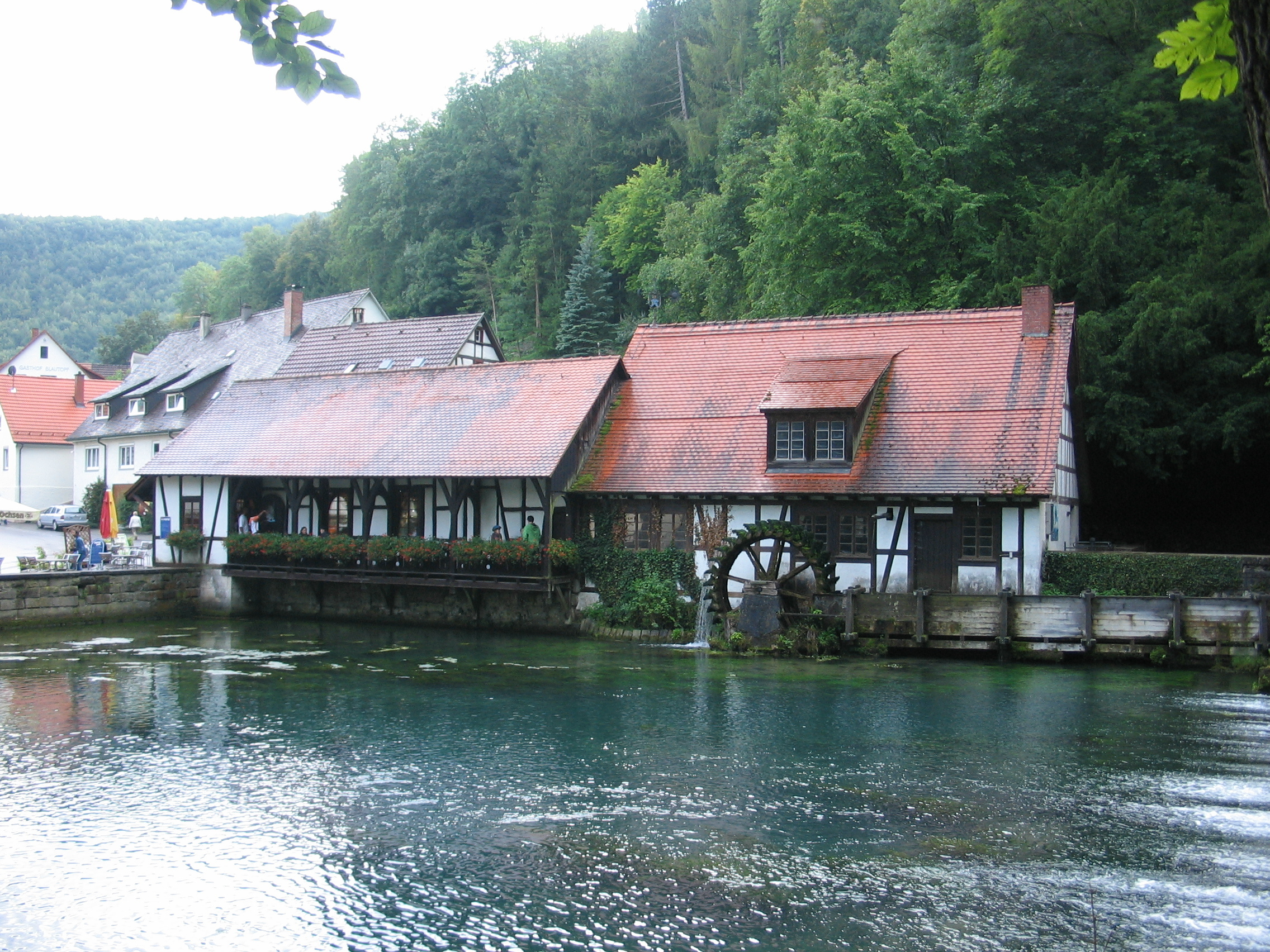
Blautopf molen

De Schwäbische Alb (Nederlands ook wel: Zwabische Jura) is een middelgebergte van 600 tot 1000 m hoog in het zuidwesten van Duitsland.

## Geografie en geologie

### Ligging
De Schwäbische Alb strekt zich uit van de Nördlinger Ries naar het zuidwesten. Het noordwestelijke dal, de Albtrauf, scheidt de hoogvlakte van het voorliggende land. In het zuidoosten worden de grenzen van de Schwäbische Alb bepaald door de Donau en de Hegau. In het zuidwesten wordt het gebergte begrensd door de taalgrens tussen Schwaben en Duitsland bij Tuttlingen en Spaichingen; vaak worden echter ook verdere gebieden gezien als onderdeel van de Schwäbische Alb. De lengte van het gebied bedraagt van het zuidwesten naar het noordoosten ongeveer 200 kilometer; de breedte is in het midden ongeveer 40 kilometer.
Geologisch gezien is de Schwäbische Alb onderdeel van het zogenaamde Südwestdeutsches Schichtstufenland, een geologisch en geomorfologisch landschap. Het is een deel van het Tafeljuralandschap tussen Bazel en de Ries. Dit Tafeljuralandschap is op zijn beurt weer (samen met de Faltenjura en de Frankische Jura) onderdeel van het Juragebergte tussen Genève en Coburg.

### Onderverdeling
Veel deelregio's van de Schwäbische Alb hebben traditionele namen. Daarnaast zijn er nieuwere, door geografen toegedeelde benamingen. De regio's van de Tafeljura vanaf de Baarjura (gedeeltelijk) tot aan de Tafeljura van Bazel behoren strikt gezien niet meer tot de Schwäbische Alb (taalgrens bij Spaichingen en Tuttlingen), maar desondanks worden vaak alle gebieden ten noorden van de Hoge Rijn ook gezien als onderdeel van de Schwäbische Alb.

### Topografie
De noordwestrand van de Schwäbische Alb wordt door een 400 meter hoge, steil aflopende cuesta gemarkeerd; de zuidoostrand is daarentegen nauwelijks merkbaar.
De Schwäbische Alb is een hoogvlakte. Er zijn geen bergen met een duidelijke bergtop. De hoogste punten bevinden zich grotendeels langs de Albtrauf. Erosie heeft bijgedragen aan het huidige beeld van het gebergte.

### Bodem
De uit de malm ontstane bodem is overwegend grof en lemig (plaatselijk ook los en kruimelig). Naast dikke grondlagen zijn er ook plaatsen met een geringe laag grond.

## Toerisme
De Schwäbische Alb heeft op het gebied van cultuur veel voor toeristen te bieden. Er zijn talrijke kastelen en kloosters. Veel dorpen hebben musea die de plaatselijke geschiedenis vertellen. Belangrijke industrieën waren bijvoorbeeld de vervaardiging van ondergoed en technische apparaten bij Albstadt en het weven van linnen in Laichingen en omgeving. Ook zijn in de Schwäbische Alb grotten te vinden, waarvan vele te bezichtigen zijn.
In de Schwäbische Alb zijn talrijke goed gemarkeerde wandelpaden. Ze laten zich onderverdelen in afstandswandelpaden en rondwandelpaden. Ook rotsklimmen behoort tot de mogelijkheden.
De Schwäbische Alb biedt met zijn goede wegennet door dunbevolkte, bosrijke omgevingen en idyllische dorpen goede mogelijkheden voor motorfiets- en autotochten.
Door de hoogte van het gebergte (tussen de 600 en 1000 meter) biedt het gebied in de winter ook mogelijkheden voor wintersport. Skihellingen en langlaufloipes zijn aanwezig in het gebergte.